# Anne Taormina
Anne Taormina (Mons, ) é uma física matemática belga, cujos tópicos de pesquisa incluem teoria das cordas, teoria de campo conforme e monstrous moonshine. Além da física matemática, também estudou a simetria icosaédrica dos capsídeos dos vírus. É professora de física teórica de partículas no Departamento de Ciências Matemáticas da Universidade de Durham.

## Vida e formação
Taormina é originária de Mons, Bélgica; seus pais eram professores ginasiais e ela tem duas irmãs, uma que se tornou médica e outra que se tornou tradutora. Obteve uma licenciatura em ciências matemáticas em 1980 pela Universidade de Mons, onde completou um doutorado em física teórica de partículas em 1984, orientada por Jean Nuyts.

## Carreira
Após posições de pesquisa de curto prazo com o National Fund for Scientific Research da Bélgica, o laboratório de física teórica da Escola Normal Superior de Paris (apoiado pelo Centre national de la recherche scientifique, CERN em Genebra) e a Universidade de Chicago, chegou na Universidade de Durham em 1991 como membro avançado do Science and Engineering Research Council. Permaneceu em Durham como lecturer temporária de 1996-1997, e como Leverhulme Postdoc de 1997 a 2000, até se tornar lecturer em 2000. Foi promovida a reader em 2004 e professora em 2006.
Taormina chefiou o Departamento de Ciências Matemáticas de Durham por cinco anos, de 2014 a 2018, e é membro do conselho da London Mathematical Society.

## Vida privada
Taormina é casada com o físico britânico Nigel Glover, também professor em Durham.